# 约阿希姆·杜·贝莱
约阿希姆·杜·贝莱（法語：Joachim du Bellay，法語發音：[ʒɔakim dy belɛ]；1522年—1560年），文艺复兴时期欧洲诗人。他为七星诗社的成员，1549年发表最早的法语彼特拉克的十四行诗。其著作包括拉丁语诗歌和讽刺诗文。在1549年，他还写了重要的理论著作《保衛與發揚法蘭西語言》。

## 扩展阅读
- 本条目包含来自公有领域出版物的文本: Chisholm, Hugh (编).  (第11版). London: Cambridge University Press. 1911.